# قره‌کنار (خنج)
 قره کنار یکی از توابع شهرستان خنج می‌باشد این روستا در راه فرعی لار  به خنج واقع شده‌است. 
آب چاه‌هایش نیمه شیرین و محصولاتش غلات و خرما هستند.